# Carolina Crescentini
Pour les articles homonymes, voir Crescentini.
Carolina Crescentini, née le 18 avril 1980 à Rome dans la région du Latium, est une actrice italienne.
Nommée au Ruban d'argent et au Globe d'or de la meilleure actrice pour son rôle dans le drame L'industriale de Giuliano Montaldo en 2012, elle obtient la même année le Ruban d'argent de la meilleure actrice dans un second rôle pour ses performances dans la comédie Boris - Il film de Giacomo Ciarrapico (it), Mattia Torre et Luca Vendruscolo (it) et dans le drame 20 sigarette d'Aureliano Amadei.

## Biographie
Elle naît à Rome en 1980 et grandit dans le quartier de Monteverde. Elle suit des études scientifiques à l'Istituto Massimiliano Massimo (it) et s'inscrit ensuite à la faculté de lettres de la ville. Elle fréquente l'école de théâtre Teatro Azione sous la direction d'Isabella Del Bianco et de Cristiano Censi (it) avant de rejoindre le Centro sperimentale di cinematografia dont elle sort diplômée en 2006.
Elle débute à la télévision dans la mini-série Carabinieri: Sotto copertura de Raffaele Mertes (it) en 2005 et joue dans plusieurs courts-métrages, avant de faire ses débuts au cinéma dans le thriller H2Odio d'Alex Infascelli en 2006. En 2007, elle donne la réplique à Nicolas Vaporidis (it) et Giorgio Panariello dans la comédie Notte prima degli esami - Oggi de Fausto Brizzi et tient le premier rôle féminin du film noir Béton armé (Cemento armato) de Marco Martani. Elle obtient la même année l'un des rôles principaux de la série télévisée Boris, qui connaîtra trois saisons et prendra fin en 2010.
En 2008, elle joue pour et avec Silvio Muccino dans le film romantique Parlami d'amore et donne la réplique à Miki Manojlović dans le drame historique I demoni di San Pietroburgo de Giuliano Montaldo consacré à l'écrivain russe Fiodor Dostoïevski. En 2009, elle joue dans la comédie dramatique romaine Due partite d'Enzo Monteleone, inspiré par la pièce de théâtre éponyme de Cristina Comencini, dans la comédie milanaise Generazione mille euro de Massimo Venier, réalisé d'après le roman Génération 1000 euros (Generazione mille euro) des écrivains Alessandro Rimassa (it) et Antonio Incorvaia, et dans la comédie Oggi sposi de Luca Lucini.
Après un rôle secondaire dans la comédie Le Premier qui l'a dit (Mine vaganti) de Ferzan Özpetek, elle joue en 2010 dans le drame 20 sigarette d'Aureliano Amadei qui raconte l'histoire autobiographique de l'écrivain-réalisateur, l'une des victimes de l'attaque kamikaze contre la base militaire italienne de Nassiriya en novembre 2003. Elle tient ensuite le premier rôle de la comédie noire Henry d'Alessandro Piva. En 2011, elle est l'épouse malheureuse et délaissée de l'entrepreneur Pierfrancesco Favino dans le drame L'industriale de Giuliano Montaldo, un film qui évoque la crise économique de la fin des années 2000 . Elle est nommée au Ruban d'argent et au Globe d'or de la meilleure actrice pour ce rôle en 2012. Elle joue ensuite dans Boris - Il film de Giacomo Ciarrapico (it), Mattia Torre et Luca Vendruscolo (it), une comédie réalisé d'après la série télévisée éponyme et dans laquelle elle reprend le rôle qu'elle a tenu à la télévision italienne pendant trois saisons. Pour ce rôle, couplé avec sa performance dans le film d'Amadei, elle obtient le Ruban d'argent de la meilleure actrice dans un second rôle la même année.
Après des rôles secondaires pour Paolo Genovese et Luigi Cecinelli, elle partage avec Kasia Smutniak, Francesco Arca, Filippo Scicchitano et Paola Minaccioni l'affiche de la comédie Allacciate le cinture de Ferzan Özpetek et joue aux côtés de Raoul Bova, Luca Argentero et Miriam Leone dans la comédie Fratelli unici d'Alessio Maria Federici (it) en 2014. En 2015, elle participe au nouveau film des frères Taviani, le drame Contes italiens (Maraviglioso Boccaccio), réalisé d'après le Décaméron de Boccace, joue dans la comédie Tempo instabile con probabili schiarite de Marco Pontecorvo et tient le rôle principal du téléfilm Max et Hélène (Max e Hélène) de Giacomo Battiato réalisé d'après le roman éponyme de Simon Wiesenthal. L'année suivante, elle joue pour et avec Laura Morante dans la comédie Assolo et incarne une jeune femme dirigeant un centre d'accueil pour migrants sur l'île de Lampedusa dans la mini-série Lampedusa - Dall'orizzonte in poi de Marco Pontecorvo.
En 2017, elle est l'une des nombreuses actrices qui incarne Valentina Cortese dans le film biographique Diva! de Francesco Patierno consacré à la longue carrière de l'actrice milanaise. Elle participe la même année aux comédies Beata ignoranza de Massimiliano Bruno aux côtés de Marco Giallini, Alessandro Gassmann et Valeria Bilello (it) et La verità, vi spiego, sull'amore de Max Croci avec pour partenaires Ambra Angiolini, Edoardo Pesce, Teresa Romagnoli et Massimo Poggio (it). Pour la télévision, elle apparaît dans les six épisodes de la série policière I bastardi di Pizzofalcone (it) de Carlo Carlei réalisé d'après l’œuvre de l'écrivain Maurizio De Giovanni.
En 2018, elle intègre le large casting du nouveau film de Gabriele Muccino, Une famille italienne (A casa tutti bene).

## Vie privée
Depuis 2017, elle entretient une relation amoureuse avec l'auteur-compositeur-interprète Francesco Motta, connu simplement sous le nom de Motta. Ils se sont mariés, le 7 septembre 2019.

## Filmographie

### Au cinéma
- 2006 : Thermae 2'40 de Christian Filippella (en) (court-métrage)
- 2006 : H2Odio d'Alex Infascelli
- 2006 : Silenzio de Giuliana Cau (court-métrage)
- 2006 : Fib 1477 de Lorenzo Sportiello (court-métrage)
- 2007 : Notte prima degli esami - Oggi de Fausto Brizzi
- 2007 : Béton armé (Cemento armato) de Marco Martani
- 2008 : Parlami d'amore de Silvio Muccino
- 2008 : I demoni di San Pietroburgo de Giuliano Montaldo
- 2009 : Due partite d'Enzo Monteleone
- 2009 : Generazione mille euro de Massimo Venier
- 2009 : Oggi sposi de Luca Lucini
- 2010 : Le Premier qui l'a dit (Mine vaganti) de Ferzan Özpetek
- 2010 : 20 sigarette d'Aureliano Amadei
- 2010 : Henry d'Alessandro Piva
- 2011 : L'industriale de Giuliano Montaldo
- 2011 : Boris - Il film de Giacomo Ciarrapico (it), Mattia Torre et Luca Vendruscolo (it)
- 2012 : Una famiglia perfetta de Paolo Genovese
- 2013 : Niente può fermarci de Luigi Cecinelli
- 2014 : Allacciate le cinture de Ferzan Özpetek
- 2014 : Fratelli unici d'Alessio Maria Federici (it)
- 2015 : Contes italiens (Maraviglioso Boccaccio) des frères Taviani
- 2015 : Tempo instabile con probabili schiarite de Marco Pontecorvo
- 2016 : Assolo de Laura Morante
- 2017 : Beata ignoranza de Massimiliano Bruno
- 2017 : La verità, vi spiego, sull'amore de Max Croci
- 2017 : Diva! de Francesco Patierno
- 2018 : The End? L'inferno fuori de Daniele Misischia
- 2018 : Sconnessi de Christian Marazziti
- 2018 : Une famille italienne (A casa tutti bene) de Gabriele Muccino
- 2023 : Diabolik, chi sei? de Marco et Antonio Manetti

### À la télévision

#### Séries télévisées
- 2005 : Carabinieri: Sotto copertura de Raffaele Mertes (it)
- 2007 – 2010 : Boris
- 2012 : Mai per amore de Marco Pontecorvo, un épisode
- 2016 : Lampedusa - Dall'orizzonte in poi de Marco Pontecorvo
- 2016 : Lost in Paramount
- 2017 : I bastardi di Pizzofalcone (it) de Carlo Carlei
- 2022 : Nous voulons tous être sauvés : Giorgia

#### Téléfilms
- 2011 : Un cane per due de Giulio Base
- 2014 : Je t'aime trop pour te le dire (Ti amo troppo per dirtelo) de Marco Ponti (it)
- 2015 : Max et Hélène (Max e Hélène) de Giacomo Battiato

## Prix et distinctions notables
- Nomination au David di Donatello de la meilleure actrice dans un second rôle en 2008 pour Parlami d'amore.
- Nomination au Ruban d'argent de la meilleure actrice en 2008 pour Béton armé (Cemento armato) et I demoni di San Pietroburgo.
- Nomination au Ruban d'argent de la meilleure actrice dans un second rôle en 2009 pour Due partite.
- Prix Pasinetti à la Mostra de Venise 2010 (avec l'équipe du film) pour 20 sigarette
- Ruban d'argent de la meilleure actrice dans un second rôle en 2011 pour 20 sigarette et Boris - Il film.
- Ciak d'oro de la meilleure actrice dans un second rôle en 2011 pour Boris - Il film.
- Nomination au Ruban d'argent de la meilleure actrice en 2012 pour L'industriale.
- Nomination au Globe d'or de la meilleure actrice en 2012 pour L'industriale.
- Nomination au Ciak d'oro de la meilleure actrice dans un second rôle en 2016 pour Assolo.